# 超平凡博士★タナカ
『超平凡博士★タナカ』（ちょうへいぼんはかせ★たなか）とは、2011年11月5日から2013年3月30日までTBSで放送されたミニ番組である。東京エレクトロンの一社提供。

## 番組概要
田中直樹が扮する超平凡な博士のタナカが、今解決したいさまざまな疑問を専門家たちが解決していく。

## 出演者
超平凡博士・タナカ（田中直樹）
自らが抱えるたくさんの疑問を解決しようとしているが解決できない超平凡な博士。
超優秀な研究助手（色紙千尋：2011年ミス成蹊大学）
2012年10月6日 - 2013年3月30日
超優秀な美人助手。タナカの疑問を解決するために奔走する。
学生アルバイト秘書（高橋明日香：2010年準ミスソフィア）
2011年11月5日 - 2012年9月29日
超優秀な美人秘書。タナカの疑問を解決するために奔走する。

## 放送時間
- TBS 土曜日 23:24 - 23:30
  - 21:00の『日立 世界・ふしぎ発見!』が拡大されたり、『オールスター感謝祭』などの特番編成の際は、繰り下がる事が有る（最終回も『感謝祭』編成で23:54に繰り下げた）。

## スタッフ
- ナレーター : 升田尚宏（TBSアナウンサー）
- 構成 : 武田郁之輔
- ディレクター : 寺田裕樹
- プロデューサー : 樋江井彰敏